# Los Angeles Galaxy
Los Angeles Galaxy – amerykański klub piłkarski z Los Angeles, założony w 1996 roku, występujący w Major League Soccer. Klub przyjął nazwę „Galaxy” głównie ze względu na Hollywood i tamtejsze gwiazdy filmowe.
Ich stadion nosi nazwę Dignity Health Sports Park. Wcześniej, w latach 1996–2002, klub rozgrywal swoje mecze na stadionie Rose Bowl w Pasadenie.
Mistrz Major League Soccer w latach 2002, 2005, 2011, 2012 i 2014. Oprócz tego tryumfowali w takich rozgrywkach jak US Open Cup i CONCACAF Champions Cup. W tym klubie grał (2007–2013) David Beckham. Podczas swojego- 4 letniego kontraktu zarobił 250 milionów dolarów (w styczniu 2009 roku Beckham został wypożyczony do AC Milanu).

## Obecny skład
Stan na 16 sierpnia 2024
| Nr | Poz. | Piłkarz                |
| -- | ---- | ---------------------- |
| 2  | OB   | Miki Yamane            |
| 3  | OB   | Julián Aude            |
| 4  | OB   | Maya Yoshida (kapitan) |
| 5  | PO   | Gastón Brugman         |
| 7  | PO   | Diego Fagúndez         |
| 8  | PO   | Mark Delgado           |
| 9  | NA   | Dejan Joveljić         |
| 10 | PO   | Riqui Puig             |
| 11 | NA   | Gabriel Pec            |
| 14 | OB   | John Nelson            |
| 15 | OB   | Eriq Zavaleta          |
| 18 | PO   | Marco Reus             |
| 19 | OB   | Mauricio Cuevas        |

| Nr | Poz. | Piłkarz                                    |
| -- | ---- | ------------------------------------------ |
| 20 | PO   | Edwin Cerrillo                             |
| 21 | PO   | Tucker Lepley                              |
| 22 | OB   | Martín Cáceres                             |
| 24 | OB   | Jalen Neal                                 |
| 25 | OB   | Carlos Emiro Garcés                        |
| 27 | PO   | Miguel Berry                               |
| 28 | OB   | Joseph Paintsil                            |
| 30 | OB   | Gino Vivi                                  |
| 31 | BR   | Brady Scott                                |
| 35 | BR   | Novak Mičović (wypożyczony z FK Čukarički) |
| 52 | PO   | isaiah Parente                             |
| 77 | BR   | John McCarthy                              |
| 84 | BR   | Ruben Ramos Jr                             |

## Sukcesy
- MLS Cup(inne języki):
  - Zwycięstwo (6): 2002, 2005, 2011, 2012, 2014, 2024
  - Drugie miejsce (4): 1996, 1999, 2001, 2009
- MLS Supporters' Shield(inne języki):
  - Zwycięstwo (3): 1998, 2002, 2010
  - Drugie miejsce (2): 1996, 1999
- US Open Cup(inne języki):
  - Zwycięstwo (2): 2001, 2005
  - Drugie miejsce (2): 2002, 2006
- SuperLiga:
  - Drugie miejsce (1):  2007
- Pan-Pacific Championship 2008(inne języki):
  - Trzecie miejsce (1):  2008
- La Manga Cup:
  - Trzecie miejsce (1):  2003

## Rekordy
- Mecze: Cobi Jones 305
- Gole: Cobi Jones 70
- Asysty: Cobi Jones 86

## Trenerzy
- Lothar Osiander(inne języki) (1996–1997)
- Octavio Zambrano (1997–1999)
- Sigi Schmid (1999–2004)
- Steve Sampson (2004–2006)
- Frank Yallop (2006–2007)
- Ruud Gullit (2007–2008)
- Cobi Jones (2008)
- Bruce Arena (2008–2016)
- Curt Onalfo(inne języki) (2017)
- Sigi Schmid (2017–2018)
- Dominic Kinnear (2018)
- Guillermo Barros Schelotto (2019–2020)
- Dominic Kinnear (od 2020)

## Maskotka

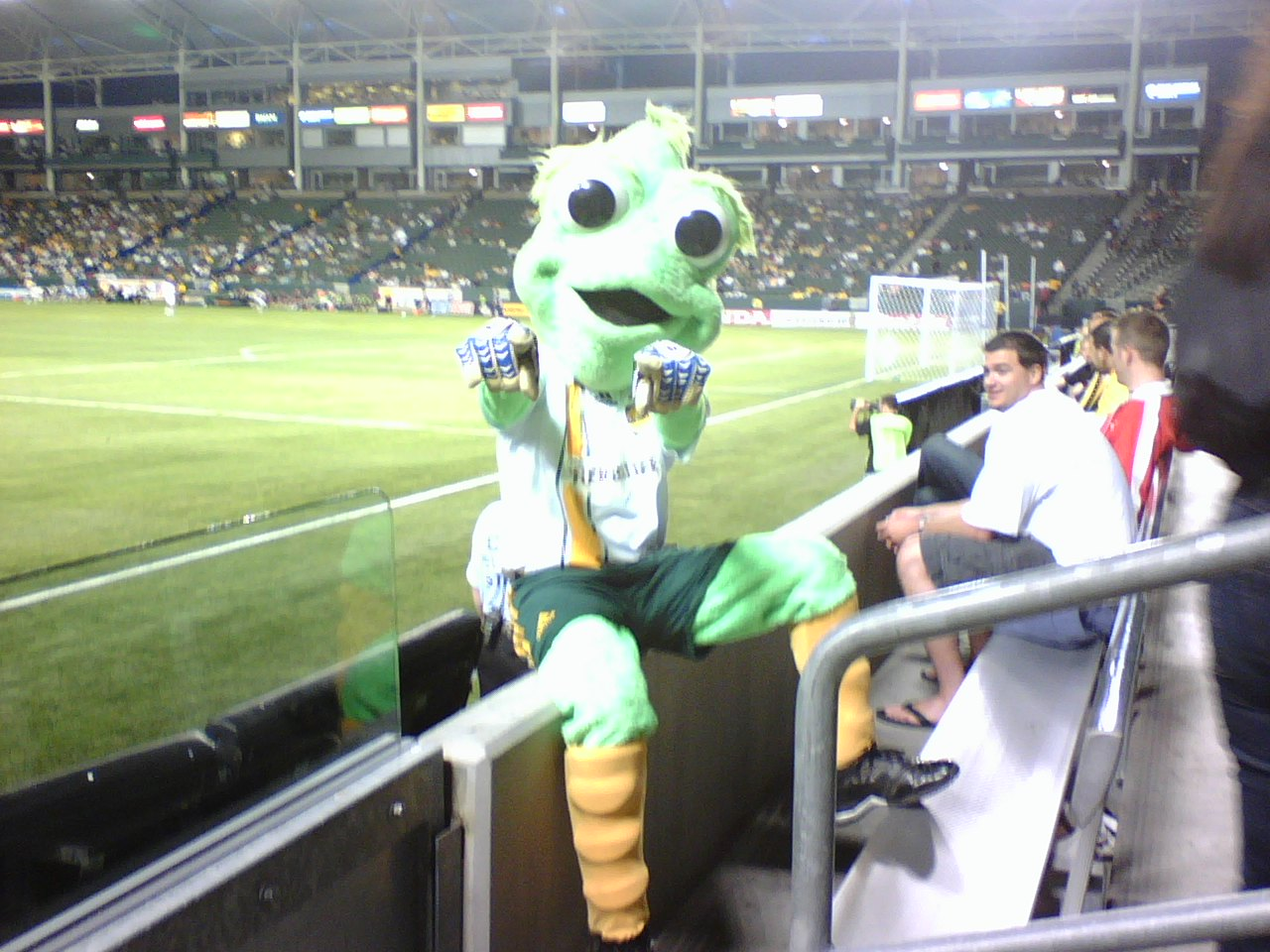
Cozmo

Drużyna Los Angeles Galaxy posiada swoją maskotkę, a jest nią żaba o imieniu Cozmo. Pierwszy raz pojawiła się ona na stadionie Home Depot Center 7 czerwca 2003 roku. Zachęca ona widzów do kibicowania oraz przyciąga dzieci na mecze piłki nożnej z udziałem Galaxy. Cozmo ubrany jest w strój bramkarski.